# Еммануель Вінн
Еммануель Вінн (фр. Emmanuel Wynne; ~1650, Франція — ~1700, Кариби) — французький пірат XVII століття, якого часто вважають першим піратом, який використовував прапор «Веселий Роджер».

## Історія
Свою піратську кар'єру Вінн розпочав з набігів на англійські торгові кораблі біля узбережжя провінції Кароліна наприкінці XVII століття. Пізніше він перемістився у більш привабливі води Карибського моря, де він міг атакувати англійські та іспанські кораблі.
Записи британського адміралтейства в Управлінні державних архівів Великої Британії показують у звіті від 18 липня 1700 року, що HMS Poole, 32-гарматний фрегат п'ятого рангу під командуванням капітана Джона Кренбі, вступив у бій з кораблем Вінна біля островів Кабо-Верде. Корабель Вінна спробував знайти прихисток у бухті на острові Брава або Сантьягу, які контролювались португальцями. Кренбі заручився допомогою португальських солдатів, але через затримку їх атаки, Вінн вислизнув із гавані та втік.

## Прапор «Веселий Роджер»

Прапор Еммануеля Вінна

Більшість істориків сходяться на думці, що розповідь Кренбі є першою згадкою про піратський прапор «Веселий Роджер», який Кренбі описав як «соболиний прапор із схрещеними кістками, головою смерті та пісочним годинником» або «прапор із білою головою смерті та схрещеними кістками». Вважається, що Вінн був першим піратом, який літав на вже знайомій формі Веселого Роджера. Його прапор із характерним мотивом черепа та схрещених кісток був доповнений ще одним поширеним піратським символом: пісочним годинником, який мав означати його жертві, що їхній час закінчується, і лише вчасно здавшись, вони зможуть уникнути смерті. На той час не було інших повідомлень про те, що пірати використовували подібні прапори, але протягом 15 років малюнок із черепом і схрещеними кістками та його численні варіанти стали стандартним прапором піратів Золотої доби.

## Подальше читання
- Фокс, ET « Веселі Роджери: правдива історія піратських прапорів». (англ.)